# Dubău, Stînga Nistrului
Dubău este satul de reședință al comunei cu același nume din Unitățile Administrativ-Teritoriale din Stînga Nistrului (Transnistria), Republica Moldova. În 2004 la Dubău locuiau 595 de persoane, din care 550 moldoveni, 27 ucraineni și 16 ruși.